# 石水勲
石水 勲（いしみず いさお、1944年〈昭和19年〉5月4日 - 2021年〈令和3年〉9月26日）は、日本の実業家、経営者。石屋製菓名誉会長。
北海道札幌市の製菓メーカー石屋製菓の創業者である石水幸安の長男にあたる。また、元北海道放送所属のアナウンサー・山田泰子は義娘である（長男の妻）。

## 経歴
関東州大連市生まれ。戦後日本に引き揚げ、広島県広島市、北海道深川市、札幌市で育つ。北海道札幌工業高等学校を経て東洋大学経済学部経営学科を卒業後、1967年（昭和42年）に実父・幸安が経営する石屋製菓に入社。入社後は、仕事の後に菓子職業訓練校に入り、菓子作りを学んだ。専務などを経て1980年（昭和55年）に代表取締役社長に就任。
若さと感性を活かして独自のマーケティングに着手。チョコレート菓子「白い恋人」などのヒット商品を手がけ、石屋製菓を北海道を代表する菓子メーカーに成長させたほか、1995年（平成7年）には、「イシヤチョコレートファクトリー」を開館、2003年（平成15年）に増設して「白い恋人パーク」と改称し、北海道における観光名所のひとつに育てた。
2007年（平成19年）に発生した自社製品の賞味期限改ざん・大腸菌等検出事件の責任をとって社長を引責辞任。2009年（平成21年）9月に取締役相談役として復帰。2011年（平成23年）7月に代表取締役会長となる。2021年（令和3年）7月、名誉会長に退いた。
サマータイム推進論者として知られ、2004年（平成16年）、札幌商工会議所副会頭に就くと、北海道版のサマータイムの導入実験を提案した。
病気療養中だったが、2021年（令和3年）9月26日に死去。77歳没。

### スポーツとのかかわり
日本プロサッカーリーグ（Jリーグ）の正会員クラブである北海道コンサドーレ札幌の発足にも深く関与し、北海道におけるプロサッカー文化定着の牽引役としても知られる。また、コンサドーレの運営会社である株式会社北海道フットボールクラブ（当時。現・株式会社コンサドーレ）の代表取締役を1997年（平成9年）から2005年（平成17年）まで務め、2005年（平成17年）6月より同社取締役 、2017年（平成29年）4月に取締役会長を経て、2018年（平成30年）4月より同社最高顧問と携わり続けた。
ほかに北海道クラブユースサッカー連盟会長、北海道アマチュアボクシング連盟会長も歴任した。自身も高校時代に野球部、大学時代にはボクシング部に所属し、スキーの競技ライセンスを所持するなどスポーツに親しんだ。